# Пасічниченко Роман Сергійович
Роман Сергійович Пасічниченко (нар. 17 червня 1981, Дніпропетровськ) — український футболіст, захисник. По завершенні ігрової кар'єри — футбольний тренер.

## Клубна кар'єра
Вихованець ДЮСШ «Дніпро-75» з рідного Дніпропетровська. Перший тренер — Анатолій Ісламович Бурганов. З 1998 року грав за дубль «Дніпра». Після єдиного невдалого матчу за головну команду в 2001 році за основну більше не грав.
Сезон 2002/03 років розпочав в складі  «Олександрії», а завершував в хмельницькому «Поділлі». Потім у кар'єрі Пасічниченка були виступи за «Зорю» (Луганськ), МФК «Миколаїв», «Сталь» (Дніпродзержинськ) та «Сталь» (Алчевськ).
Переїхавши до Узбекистану у 2010 році, розпочав виступи за «Кизилкум» із Зарафшану, по завершенню чемпіонату повернувся до України.
В 2011 році, після повернення додому, продовжив кар'єру у ФК «Полтава», а потім у вінницькій «Ниві». У липні 2012 року підписав контракт із кременчуцьким «Кременем».

## Виступи за збірні
Викликався до юнацьких та молодіжних збірних команд України.
Був капітаном юнацької збірної України 1981 року народження, яка зайняла друге місце на чемпіонаті Європи серед юнаків віком до 18 років, що проходив 2000 року у Німеччині, програвши у фіналі матч французьким одноліткам.

## Кар'єра тренера
У червні 2016 року приєднався до тренерського штабу рівненського «Вереса».

## Досягнення
- Срібний призер Чемпіонату Європи серед юнаків віком до 18 років: 2000